# Menuet (muzyka)
Menuet – forma muzyczna oparta na tańcu menuet. Metrum 3/4. Tempo umiarkowane. Grany z gracją.
Początkowo miał budowę dwuczęściową, a od czasów Mozarta trzyczęściową, w której środkową część stanowił kontrastujący drugi menuet, zwany trio. Popularny był już w baroku, kiedy był częścią suity barokowej. W muzyce okresu klasycyzmu jego rola znacznie wzrosła; był często trzecią częścią form opartych na cyklu sonatowym, takich jak: sonata, symfonia. U romantyków, począwszy od Ludwiga van Beethovena został wyparty przez scherzo.
Znane menuety:
- Wolfgang Amadeus Mozart – kilkadziesiąt menuetów na instrument klawiszowy lub orkiestrę
- Ludwig van Beethoven – menuet na fortepian G-dur (1795)
- Giacomo Puccini – menuet na kwartet smyczkowy (1890)
- Luigi Boccherini – menuet z Kwintetu smyczkowego nr 13
- Christian Petzold – menuet G-dur przypisywany J.S. Bachowi (BWV 114)[3]

Menuety z XX wieku, nawiązujące do dawnej twórczości:
- Ignacy Jan Paderewski – menuet G-dur
- Maurice Ravel – Menuet antique